# نظام الدوري العراقي لكرة القدم
نظام الدوري العراقي لكرة القدم، المعروف أيضاً بأسم هرم كرة القدم، هو عبارة عن سلسلة من الدوريات المترابطة لأندية كرة القدم للرجال في العراق. يحتوي النظام على شكل هرمي مع الصعود والهبوط عبر الدوريات على مستويات مختلفة، مما يسمح حتى لأصغر الأندية الإمكانية النظرية للارتقاء في النهاية إلى قمة النظام. هناك 5 مستويات فردية. يُدار دوري نجوم العراق من قبل اتحاد رابطة دوري المحترفين العراقي، في حين يتم إدارة الأقسام الأخرى من قبل الاتحاد العراقي لكرة القدم (IFA).

## تاريخ
حتى عام 1973، كانت الدوريات في العراق تُلعب على المستوى الإقليمي. تأسس دوري الاتحاد المركزي ودوري البصرة ودوري كركوك في عام 1948، بينما تأسس دوري الموصل في عام 1950. أول دوري وطني يقام في البلاد كان في موسم 1973–74 عندما شُكل دوري العراق للدرجة الأولى، وتوج القوة الجوية بطلاً. قرر الاتحاد العراقي لكرة القدم بعد ذلك استبدال المنافسة بدوري أندية العراق للدرجة الأولى الجديد (المعروف لاحقًا باسم الدوري العراقي الممتاز) والذي سيكون مفتوحًا فقط للأندية وليس الفرق التي تمثل المؤسسات.
منذ موسم 2023–24، تحول الدوري العراقي الممتاز إلى دوري احترافي تحت اسم دوري نجوم العراق.

## حول النظام
يتكون النظام من هرم من الدوريات، يرتبط بعضها ببعض بمبدأ الصعود والهبوط. يمكن لعدد معين من الأندية الأكثر نجاحًا في كل دوري أن يرتقي إلى دوري أعلى، بينما يمكن للأندية التي أنهت الموسم في أسفل الدوري أن تجد نفسها تتراجع إلى مستوى أدنى. بالإضافة إلى الأداء الرياضي، عادة ما يكون الترقية مشروطًا باستيفاء المعايير التي يحددها الدوري الأعلى، خاصة فيما يتعلق بالمرافق والتمويل المناسب.
من الناحية النظرية، من الممكن لنادٍ محلي للهواة أن يحقق ترقيات سنوية وفي غضون سنوات قليلة يرتقي إلى قمة اللعبة العراقية ويصبح بطلاً دوري نجوم العراق (المعروف سابقًا باسم الدوري العراقي الممتاز). ورغم أن هذا قد يكون غير مرجح من الناحية العملية (على أقل تقدير، على المدى القصير)، فمن المؤكد أن هناك حركة كبيرة داخل الهرم.

## الهيكلية
في الأعلى يوجد القسم الفردي من دوري نجوم العراق (المستوى 1)، والذي يحتوي على 20 ناديًا، الدوري الممتاز (المستوى 2) الذي يتكون من 20 نادياً، دوري الدرجة الأولى (المستوى 3) والذي يتكون من 20 نادياً، ودوري الدرجة الثانية (المستوى 4) والذي يتكون من 20 نادياً، وودوري الدرجة الثالثة (المستوى 5) والتي تنقسم إلى مجموعات إقليمية.

## قواعد الصعود والهبوط لجميع المستويات
1. دوري نجوم العراق (المستوى 1، 20 فريقًا): يهبط فريقان مباشرة (الفريقان الأخيران)، ويدخل فريق واحد إلى تصفيات الهبوط.
2. الدوري الممتاز (المستوى 2، 20 فريقًا): يتم ترقية فريقين مباشرة (أعلى فريقين)، ويدخل فريقان في مباراة فاصلة للصعود. يهبط فريقان مباشرة (الفريقان الأخيران)، ويدخل فريق واحد إلى تصفيات الهبوط.
3. دوري الدرجة الأولى (المستوى 3، 20 فريقًا): يتم ترقية فريقين مباشرة (أعلى فريقين)، ويدخل فريق واحد في مباراة فاصلة للصعود. يهبط فريقان مباشرة (الفريقان الأخيران)، ويدخل فريق واحد إلى تصفيات الهبوط.
4. دوري الدرجة الثانية (المستوى 4، 20 فريقًا): يتم ترقية فريقين مباشرة (أعلى فريقين)، ويدخل فريق واحد في مباراة فاصلة للصعود. يهبط فريقان مباشرة (الفريقان الأخيران)، ويدخل فريق واحد إلى تصفيات الهبوط.
5. دوري الدرجة الثالثة (المستوى 5): يتم ترقية فريقين مباشرة (أعلى فريقين)، ويدخل فريق واحد في مباراة فاصلة للصعود.

## النظام
المستوى الأول في الهرم، القسم الأعلى لكرة القدم العراقية، هو دوري نجوم العراق، والذي يعتبر الفائزون فيه أبطال العراق ويمكن للمتنافسين الوصول إلى مسابقة كرة القدم الآسيوية الأولى، دوري أبطال آسيا للنخبة.
| مستوى | الدوري /القسم | الدوري /القسم | الدوري /القسم | الدوري /القسم | الدوري /القسم | الدوري /القسم | الدوري /القسم |
| ----- | --- | --- | --- | --- | --- | --- | --- |
| 1     | دوري نجوم العراق 20 فريقا ↓ مركزين للهبوط + مركز واحد لتصفيات الهبوط                                               | دوري نجوم العراق 20 فريقا ↓ مركزين للهبوط + مركز واحد لتصفيات الهبوط                                               | دوري نجوم العراق 20 فريقا ↓ مركزين للهبوط + مركز واحد لتصفيات الهبوط                                               | دوري نجوم العراق 20 فريقا ↓ مركزين للهبوط + مركز واحد لتصفيات الهبوط                                               | دوري نجوم العراق 20 فريقا ↓ مركزين للهبوط + مركز واحد لتصفيات الهبوط                                               | دوري نجوم العراق 20 فريقا ↓ مركزين للهبوط + مركز واحد لتصفيات الهبوط                                               | دوري نجوم العراق 20 فريقا ↓ مركزين للهبوط + مركز واحد لتصفيات الهبوط                                               |
| 2     | الدوري الممتاز 20 فريقًا ↑ مركزين للصعود + مركزين لتصفيات الصعود ↓ مركزين للهبوط + مركز واحد لتصفيات الهبوط         | الدوري الممتاز 20 فريقًا ↑ مركزين للصعود + مركزين لتصفيات الصعود ↓ مركزين للهبوط + مركز واحد لتصفيات الهبوط         | الدوري الممتاز 20 فريقًا ↑ مركزين للصعود + مركزين لتصفيات الصعود ↓ مركزين للهبوط + مركز واحد لتصفيات الهبوط         | الدوري الممتاز 20 فريقًا ↑ مركزين للصعود + مركزين لتصفيات الصعود ↓ مركزين للهبوط + مركز واحد لتصفيات الهبوط         | الدوري الممتاز 20 فريقًا ↑ مركزين للصعود + مركزين لتصفيات الصعود ↓ مركزين للهبوط + مركز واحد لتصفيات الهبوط         | الدوري الممتاز 20 فريقًا ↑ مركزين للصعود + مركزين لتصفيات الصعود ↓ مركزين للهبوط + مركز واحد لتصفيات الهبوط         | الدوري الممتاز 20 فريقًا ↑ مركزين للصعود + مركزين لتصفيات الصعود ↓ مركزين للهبوط + مركز واحد لتصفيات الهبوط         |
| 3     | دوري الدرجة الأولى 20 فريقًا ↑ مركزين للصعود + مركز واحد لتصفيات الصعود ↓ مركزين للهبوط + مركز واحد لتصفيات الهبوط  | دوري الدرجة الأولى 20 فريقًا ↑ مركزين للصعود + مركز واحد لتصفيات الصعود ↓ مركزين للهبوط + مركز واحد لتصفيات الهبوط  | دوري الدرجة الأولى 20 فريقًا ↑ مركزين للصعود + مركز واحد لتصفيات الصعود ↓ مركزين للهبوط + مركز واحد لتصفيات الهبوط  | دوري الدرجة الأولى 20 فريقًا ↑ مركزين للصعود + مركز واحد لتصفيات الصعود ↓ مركزين للهبوط + مركز واحد لتصفيات الهبوط  | دوري الدرجة الأولى 20 فريقًا ↑ مركزين للصعود + مركز واحد لتصفيات الصعود ↓ مركزين للهبوط + مركز واحد لتصفيات الهبوط  | دوري الدرجة الأولى 20 فريقًا ↑ مركزين للصعود + مركز واحد لتصفيات الصعود ↓ مركزين للهبوط + مركز واحد لتصفيات الهبوط  | دوري الدرجة الأولى 20 فريقًا ↑ مركزين للصعود + مركز واحد لتصفيات الصعود ↓ مركزين للهبوط + مركز واحد لتصفيات الهبوط  |
| 4     | دوري الدرجة الثانية 20 فريقًا ↑ مركزين للصعود + مركز واحد لتصفيات الصعود ↓ مركزين للهبوط + مركز واحد لتصفيات الهبوط | دوري الدرجة الثانية 20 فريقًا ↑ مركزين للصعود + مركز واحد لتصفيات الصعود ↓ مركزين للهبوط + مركز واحد لتصفيات الهبوط | دوري الدرجة الثانية 20 فريقًا ↑ مركزين للصعود + مركز واحد لتصفيات الصعود ↓ مركزين للهبوط + مركز واحد لتصفيات الهبوط | دوري الدرجة الثانية 20 فريقًا ↑ مركزين للصعود + مركز واحد لتصفيات الصعود ↓ مركزين للهبوط + مركز واحد لتصفيات الهبوط | دوري الدرجة الثانية 20 فريقًا ↑ مركزين للصعود + مركز واحد لتصفيات الصعود ↓ مركزين للهبوط + مركز واحد لتصفيات الهبوط | دوري الدرجة الثانية 20 فريقًا ↑ مركزين للصعود + مركز واحد لتصفيات الصعود ↓ مركزين للهبوط + مركز واحد لتصفيات الهبوط | دوري الدرجة الثانية 20 فريقًا ↑ مركزين للصعود + مركز واحد لتصفيات الصعود ↓ مركزين للهبوط + مركز واحد لتصفيات الهبوط |
| 5     | دوري الدرجة الثالثة ↑ مركزين للصعود + مركز واحد لتصفيات الصعود                                                     | دوري الدرجة الثالثة ↑ مركزين للصعود + مركز واحد لتصفيات الصعود                                                     | دوري الدرجة الثالثة ↑ مركزين للصعود + مركز واحد لتصفيات الصعود                                                     | دوري الدرجة الثالثة ↑ مركزين للصعود + مركز واحد لتصفيات الصعود                                                     | دوري الدرجة الثالثة ↑ مركزين للصعود + مركز واحد لتصفيات الصعود                                                     | دوري الدرجة الثالثة ↑ مركزين للصعود + مركز واحد لتصفيات الصعود                                                     | دوري الدرجة الثالثة ↑ مركزين للصعود + مركز واحد لتصفيات الصعود                                                     |

## أنظر أيضا
- نظام الدوري
- كرة القدم في العراق
- الاتحاد العراقي لكرة القدم
- رابطة الدوري العراقي للمحترفين
- دوري نجوم العراق
- الدوري العراقي الممتاز
- الدوري العراقي الدرجة الأولى
- الدوري العراقي الدرجة الثانية
- الدوري العراقي الدرجة الثالثة

قالب:League systems